# Jen-čcheng
Jen-čcheng (čínsky pchin-jinem Yánchéng, znaky 盐城) je město a městská prefektura v Čínské lidové republice. Leží na severovýchodě provincie Ťiang-su a celá prefektura má 6,7 miliónů obyvatel.
Na východě sousedí prefektura s Žlutým mořem, na severu s Lien-jün-kangem, na západě s Chuaj-anem, na jihozápadě s Jang-čouem a Tchaj-čouem a na jihu s Nan-tchungem.

## Administrativní členění
Městská prefektura Jen-čcheng se člení na devět celků okresní úrovně, a sice tři městské obvody, jeden městský okres a pět okresů.
| Tching-chu Jen-tu Ta-feng městský okres · Tung-tchaj okres · Siang-šuej okres · Pin-chaj okres · Fu-ning okres · Še-jang okres · Ťien-chu |        |                       |                    |                                  |
| Název | Název  | Počet obyvatel (2020) | Rozloha km² (2020) | Hustota zalidnění (obyv. na km²) |
| český přepis | znaky  | Počet obyvatel (2020) | Rozloha km² (2020) | Hustota zalidnění (obyv. na km²) |
| Městské obvody |        |                       |                    |                                  |
| Tching-chu | 亭湖区 | 901 007               | 1 012              | 890                              |
| Jen-tu | 盐都区 | 832 584               | 1 010              | 824                              |
| Ta-feng | 大丰区 | 645 603               | 2 786              | 232                              |
| Městský okres |        |                       |                    |                                  |
| Tung-tchaj | 东台市 | 888 410               | 2 420              | 367                              |
| Okresy |        |                       |                    |                                  |
| Siang-šuej | 响水县 | 459 156               | 1 406              | 327                              |
| Pin-chaj | 滨海县 | 820 084               | 1 935              | 424                              |
| Fu-ning | 阜宁县 | 794 036               | 1 440              | 551                              |
| Še-jang | 射阳县 | 759 403               | 2 571              | 295                              |
| Ťien-chu | 建湖县 | 609 346               | 1 284              | 475                              |
| |        |                       |                    |                                  |
| Celkem | Celkem | 6 709 629             | 15 864             | 423                              |

## Partnerská města
- Deva, Rumunsko (12. listopadu 1998)
- Chieti, Itálie (1. října 1992)
- Kašima, Japonsko (8. listopadu 2002)
- Namwon, Jižní Korea (13. června 1998)
- San Diego, USA (20. října 2003)